# Leonard Pełka
Leonard Pełka (ur. 1929, zm. 21 lutego 2020) – dr nauk humanistycznych, nauczyciel akademicki, członek Polskiego Towarzystwa Religioznawczego, Polskiego Towarzystwa Ludoznawczego i Polskiego Towarzystwa Uniwersalistycznego. Współpracował z pismami "Studia religioznawcze", "Nomos. Kwartalnik religioznawczy", "Lud", "Parerga. Międzynarodowe studia filozoficzne" i "Res Humana".
Był uczniem Bohdana Baranowskiego. Doktorat uzyskał w 1977 r. na Uniwersytecie Łódzkim broniąc pracę pt. Demonologia ludowa regionu lubelsko-rzeszowskiego (studium etnologiczno-historyczne).

## Publikacje
- U stóp słowiańskiego parnasu, 1960,
- Śladami pierwotnych wierzeń, 1963
- Kościół rzymskokatolicki w dziejach Państwa Polskiego, 1966
- Polski rok obrzędowy. Tradycje i współczesność, 1980
- Polska demonologia ludowa, 1987
- Społeczne wymiary kultury obrzędowej. Studium kulturologiczno-religioznawcze, 1989,
- Rytuały - obrzędy - święta, 1989,
- Diabeł podlaski (wspólnie z Wiktorynem Grabczewskim), 1996.